# Peter Schomers
Peter Schomers (* 2. Dezember 1962 in Rosenheim) ist ein ehemaliger Basketballspieler und heutiger -trainer.

## Laufbahn
Schomers spielte bei 1860 Rosenheim und schon im Alter von 17 Jahren zusammen mit Armin Andres, der später auch Trainer wurde, für SB DJK Rosenheim in der 2. Basketball-Bundesliga. Während er sein Abitur auf dem Sportinternat in Bad Sooden-Allendorf absolvierte, spielte er für die BG Göttingen. Danach studierte er in den USA Psychologie und Sport. In der Saison 1983/84 gehörte der 1,97 Meter große Flügelspieler der Basketball-Hochschulmannschaft der Rice University (Bundesstaat Texas) an. Er wechselte an die Chaminade University of Honolulu, war dort ebenfalls Mitglied der Basketballmannschaft und beendete sein Studium mit dem Abschluss „Bachelor of Science“. Nach seiner Rückkehr nach Deutschland erlangte Schomers noch den Abschluss des Diplom-Psychologen.
Während seiner Zeit als Spieler spielte Peter Schomers hauptsächlich bei Basketballvereinen aus Württemberg in der Basketball-Bundesliga, nämlich in Ludwigsburg, Tübingen und Ulm. Er erzielte während seiner Laufbahn insgesamt 1977 Punkte in der Bundesliga.
In der Saison 1995/96 war er beim Bundesligisten Ulm Co-Trainer, war 1996/97 beim Zweitligisten TK Hannover (Spieler und Trainer) und wurde im Vorfeld der Saison 1997/98 Cheftrainer des Zweitligisten BG Ludwigsburg. Im Spieljahr 1998/99 führte er Ludwigsburg in die Aufstiegsrunde zur 1. Bundesliga. Im Anschluss an die Saison veräußerte der Verein die Teilnahmeberechtigung an der 2. Bundesliga und zog sich in die Regionalliga zurück. Schomers betreute Ludwigsburg zunächst auch in der Regionalliga, nahm dann aber ein Erstligaangebot an: Ende November 1999 trat er das Cheftraineramt beim Bundesligisten BCJ Hamburg an. In einer Saison, die von erheblichen finanziellen Schwierigkeiten des BCJ geprägt war, führte er die Hanseaten auf den elften Tabellenplatz in der Bundesliga-Hauptrunde 1999/2000, im Bundesliga-Achtelfinale schied er mit der Mannschaft gegen den SSV Weißenfels aus. Anfang April 2001 wurde Schomers in Hamburg entlassen, zum Zeitpunkt der Trennung stand die Mannschaft auf dem letzten Tabellenplatz.
Schomers ging zur Saison 2001/02 nach Ludwigsburg zurück, die Mannschaft spielte mittlerweile wieder in der 2. Bundesliga. Mit einer Bilanz von 29 Siegen und einer Niederlage wurde Ludwigsburg Meister der 2. Bundesliga Süd. In der Saison 2002/03 führte er die Mannschaft zum Bundesliga-Klassenerhalt.
Ab 2004 war er in Österreich für BSC Fürstenfeld tätig. In der Sommerpause 2007 trat er das Traineramt beim rumänischen Erstligisten CSU Atlassib Sibiu an, später wechselte er als Trainer zu Vereinen in den Nahen Osten (Kuwait und Vereinigte Arabische Emirate).
Peter Schomers war 2011 kurzzeitig als Trainer für die libanesische Basketballnationalmannschaft tätig, er wurde allerdings nach zwei Wochen wieder durch einen neuen Trainer ersetzt.
2015, 2016 und 2017 führte Schomers al-Ahli zum Gewinn der GCC-Basketball-Klubmeisterschaft, in der die besten Mannschaften aus der Golfregion antreten, des Weiteren errang er mit der Mannschaft mehrmals den Meistertitel in den Vereinigten Arabischen Emiraten. Mit al Kuwait gewann er 2021 und 2022 den kuwaitischen Meistertitel sowie 2021 die GCC-Klubmeisterschaft. 2023 wurde Schomers neben seiner Arbeit auf Vereinsebene auf Trainer der Nationalmannschaft Kuwaits.